# بنجامين مارتن (سياسي)
بنجامين مارتن (بالإنجليزية: Benjamin F. Martin) (و. 1828 – 1895 م) هو سياسي، ومحامي، ومدرس أمريكي، ولد في فارمنغتون، كان عضوًا في الحزب الديمقراطي، توفي في غرافتون، عن عمر يناهز 67 عاماً.

## مناصب
تولى منصب عضو مجلس النواب الأمريكي
.

## التعليم
تعلم في Allegheny College ‏
.